# Bóng chuyền tại Thế vận hội Mùa hè 2020 - Nữ
Giải bóng chuyền nữ tại Thế vận hội Mùa hè 2020 là lần thứ 15 nội dung thi đấu xuất hiện tại các kỳ Thế vận hội Mùa hè, được tổ chức bởi Liên đoàn bóng chuyền quốc tế và Ủy ban Olympic Quốc tế. Giải diễn tại ở Tokyo, Nhật Bản từ ngày 25 tháng 7 đến ngày 8 tháng 8 năm 2021.
Ban đầu giải được dự kiến diễn ra từ ngày 26 tháng 7 đến ngày 9 tháng 8 năm 2020, nhưng do ảnh hưởng của đại dịch COVID-19, vào ngày 24 tháng 3 năm 2020 Ủy ban Olympic Quốc tế và Ban tổ chức Olympic Tokyo 2020 đã đưa ra thông báo hoãn việc tổ chức Thế vận hội Mùa hè 2020 đến năm 2021. Tất cả các trận đấu sẽ được diễn ra mà không có khán giả.

## Lịch thi đấu
| P | Vòng sơ loại | ¼ | Tứ kết | ½ | Bán kết | B | Tranh huy chương đồng | F | Chung kết |

| CN 25/7 | T2 26/7 | T3 27/7 | T4 28/7 | T5 29/7 | T6 30/7 | T7 31/7 | CN 1/8 | T2 2/8 | T3 3/8 | T4 4/8 | T4 4/8 | T5 5/8 | T5 5/8 | T6 6/8 | T6 6/8 | T7 7/8 | CN 8/8 | CN 8/8 |
| ------- | ------- | ------- | ------- | ------- | ------- | ------- | ------ | ------ | ------ | ------ | ------ | ------ | ------ | ------ | ------ | ------ | ------ | ------ |
| P       |         | P       |         | P       |         | P       |        | P      |        | ¼      | ¼      |        |        | ½      | ½      |        | B      | F      |

## Vòng loại
| Sự kiện                    | Sự kiện                    | Địa điểm               | Thời gian         | Suất | Đội               |
| -------------------------- | -------------------------- | ---------------------- | ----------------- | ---- | ----------------- |
| Chủ nhà                    | Chủ nhà                    | 7 tháng 9 năm 2013     | Buenos Aires      | 1    | Nhật Bản          |
| Vòng loại Liên lục địa     | Bảng A                     | 1–4 tháng 8 năm 2019   | Wrocław           | 1    | Serbia            |
| Vòng loại Liên lục địa     | Bảng B                     | 1–4 tháng 8 năm 2019   | Ninh Ba           | 1    | Trung Quốc        |
| Vòng loại Liên lục địa     | Bảng C                     | 1–4 tháng 8 năm 2019   | Bossier City      | 1    | Hoa Kỳ            |
| Vòng loại Liên lục địa     | Bảng D                     | 1–4 tháng 8 năm 2019   | Uberlândia        | 1    | Brasil            |
| Vòng loại Liên lục địa     | Bảng E                     | 1–4 tháng 8 năm 2019   | Kaliningrad       | 1    | ROC               |
| Vòng loại Liên lục địa     | Bảng F                     | 1–4 tháng 8 năm 2019   | Catania           | 1    | Ý                 |
| Vòng loại khu vực Châu Phi | Vòng loại khu vực Châu Phi | 5–9 tháng 1 năm 2020   | Yaoundé           | 1    | Kenya             |
| Vòng loại khu vực Nam Mỹ   | Vòng loại khu vực Nam Mỹ   | 7–9 tháng 1 năm 2020   | Bogotá            | 1    | Argentina         |
| Vòng loại khu vực Châu Á   | Vòng loại khu vực Châu Á   | 7–12 tháng 1 năm 2020  | Nakhon Ratchasima | 1    | Hàn Quốc          |
| Vòng loại khu vực Châu Âu  | Vòng loại khu vực Châu Âu  | 7–12 tháng 1 năm 2020  | Apeldoorn         | 1    | Thổ Nhĩ Kỳ        |
| Vòng loại khu vực Bắc Mỹ   | Vòng loại khu vực Bắc Mỹ   | 10–12 tháng 1 năm 2020 | Santo Domingo     | 1    | Cộng hòa Dominica |
| Tổng                       | Tổng                       | Tổng                   | Tổng              | 12   |                   |

## Thành phần các bảng
Các đội được xếp hạt giống theo hệ thống serpentine dựa trên Bảng xếp hạng bóng chuyền FIVB tính đến ngày 29 tháng 9 năm 2019. Đội chủ nhà được đặc cách xếp hạng hạt giống với tư cách là đội đứng đầu bảng A mà không cần xét đến Bảng xếp hạng thế giới. Thứ hạng của các đội được hiển thị trong dấu ngoặc đơn, ngoại trừ đội chủ nhà xếp hạng 7.
| Bảng A                 | Bảng B          |
| ---------------------- | --------------- |
| Nhật Bản (Chủ nhà)     | Trung Quốc (1)  |
| Serbia (3)             | Hoa Kỳ (2)      |
| Brasil (4)             | ROC (5)         |
| Hàn Quốc (9)           | Ý (8)           |
| Cộng hòa Dominica (10) | Argentina (11)  |
| Kenya (19)             | Thổ Nhĩ Kỳ (12) |

## Địa điểm
| Tất cả các trận đấu |
| ------------------- |
| Tokyo, Nhật Bản     |
| Ariake Arena        |
| Capacity: 15,000    |
|                     |

## Thể thức
Vòng bảng là cuộc thi đấu giữa 12 đội trong hai bảng (mỗi bảng 6 đội). Vòng này các đội thi đấu vòng tròn một lượt. Bốn đội đứng đầu mỗi bảng sẽ bước vào vòng đấu loại trực tiếp (Tứ kết). Đội xếp thứ 6 mỗi bảng sẽ đồng xếp hạng 11. Đội xếp thứ 5 mỗi bảng sẽ đồng xếp hạng 9.
Vòng đấu loại trực tiếp bắt đầu thi đấu từ vòng tứ kết, được tiến hành theo thể thức đấu đơn loại trực tiếp. Các đội thua ở vòng tứ kết sẽ đồng xếp hạng 5. Các đội chiến thắng ở vòng tứ kết sẽ tiến vào thi đấu bán kết. Đội giành chiến thắng bán kết sẽ thi đấu chung kết tranh huy chương vàng, 2 đội thua sẽ gặp nhau trong trận tranh huy chương đồng.

## Tiêu chí xếp hạng vòng bảng
Thứ tự các đội trong bảng đấu được sắp xếp theo các tiêu chí như sau:
1. Số trận thắng
2. Điểm trận đấu
3. Tỉ lệ set thắng
4. Tỉ lệ điểm thắng
5. Kết quả đối đầu trực tiếp

Trận đấu với tỉ số 3–0 hoặc 3–1: 3 điểm trận cho đội thắng, 0 điểm trận cho đội thua

Trận đấu với tỉ số 3–2: 2 điểm trận cho đội thắng, 1 điểm trận cho đội thua

## Trọng tài
Dưới đây là danh sách các trọng tài đã được chọn cho giải đấu.
- Hernán Casamiquela
- Paulo Turci
- Liu Jiang
- Denny Cespedes
- Fabrice Collados
- Daniele Rapisarda
- Shin Muranaka
- Sumie Myoi
- Luis Macias
- Wojciech Maroszek
- Evgeny Makshanov
- Vladimir Simonović
- Juraj Mokrý
- Kang Joo-hee
- Susana Rodríguez
- Hamid Al-Rousi
- Patricia Rolf

## Vòng sơ loại
- Tất cả thời gian được tính theo giờ chuẩn Nhật Bản (UTC+09:00).[10]
- Bốn đội đứng đầu trong mỗi bảng sẽ lọt vào tứ kết.

### Bảng A
| VT | Đội               | Tr | T | B | Đ  | ST | SB | TSS   | ĐST | ĐSB | TSĐS  | Giành quyền tham dự |
| -- | ----------------- | -- | - | - | -- | -- | -- | ----- | --- | --- | ----- | ------------------- |
| 1  | Brasil            | 5  | 5 | 0 | 14 | 15 | 3  | 5,000 | 434 | 315 | 1,378 | Tứ kết              |
| 2  | Serbia            | 5  | 4 | 1 | 12 | 13 | 3  | 4,333 | 381 | 313 | 1,217 | Tứ kết              |
| 3  | Hàn Quốc          | 5  | 3 | 2 | 7  | 9  | 10 | 0,900 | 374 | 415 | 0,901 | Tứ kết              |
| 4  | Cộng hòa Dominica | 5  | 2 | 3 | 8  | 10 | 10 | 1,000 | 411 | 406 | 1,012 | Tứ kết              |
| 5  | Nhật Bản (H)      | 5  | 1 | 4 | 4  | 6  | 12 | 0,500 | 378 | 395 | 0,957 |                     |
| 6  | Kenya             | 5  | 0 | 5 | 0  | 0  | 15 | 0,000 | 242 | 376 | 0,644 |                     |

| 25 tháng 7 năm 2021 14:20 v | Serbia                                 | 3–0 | Cộng hòa Dominica | Ariake Arena, Tokyo Trọng tài: Kang Joo-hee (KOR), Evgeny Makshanov (RUS) |
| 25 tháng 7 năm 2021 14:20 v | (25–18, 25–12, 25–20) Kết quả Thống kê |     |                   | Ariake Arena, Tokyo Trọng tài: Kang Joo-hee (KOR), Evgeny Makshanov (RUS) |

| 25 tháng 7 năm 2021 19:40 v | Nhật Bản                               | 3–0 | Kenya | Ariake Arena, Tokyo Trọng tài: Fabrice Collados (FRA), Hamid Al-Rousi (UAE) |
| 25 tháng 7 năm 2021 19:40 v | (25–15, 25–11, 25–23) Kết quả Thống kê |     |       | Ariake Arena, Tokyo Trọng tài: Fabrice Collados (FRA), Hamid Al-Rousi (UAE) |

| 25 tháng 7 năm 2021 21:45 v | Brasil                                 | 3–0 | Hàn Quốc | Ariake Arena, Tokyo Trọng tài: Liu Jiang (CHN), Shin Muranaka (JPN) |
| 25 tháng 7 năm 2021 21:45 v | (25–10, 25–22, 25–19) Kết quả Thống kê |     |          | Ariake Arena, Tokyo Trọng tài: Liu Jiang (CHN), Shin Muranaka (JPN) |

| 27 tháng 7 năm 2021 14:20 v | Nhật Bản                               | 0–3 | Serbia | Ariake Arena, Tokyo Trọng tài: Patricia Rolf (USA), Juraj Mokrý (SVK) |
| 27 tháng 7 năm 2021 14:20 v | (23–25, 16–25, 24–26) Kết quả Thống kê |     |        | Ariake Arena, Tokyo Trọng tài: Patricia Rolf (USA), Juraj Mokrý (SVK) |

| 27 tháng 7 năm 2021 19:40 v | Brasil                                               | 3–2 | Cộng hòa Dominica | Ariake Arena, Tokyo Trọng tài: Susana Rodríguez (ESP), Vladimir Simonović (SRB) |
| 27 tháng 7 năm 2021 19:40 v | (22–25, 25–17, 25–13, 23–25, 15–12) Kết quả Thống kê |     |                   | Ariake Arena, Tokyo Trọng tài: Susana Rodríguez (ESP), Vladimir Simonović (SRB) |

| 27 tháng 7 năm 2021 21:45 v | Hàn Quốc                               | 3–0 | Kenya | Ariake Arena, Tokyo Trọng tài: Sumie Myoi (JPN), Evgeny Makshanov (RUS) |
| 27 tháng 7 năm 2021 21:45 v | (25–14, 25–22, 26–24) Kết quả Thống kê |     |       | Ariake Arena, Tokyo Trọng tài: Sumie Myoi (JPN), Evgeny Makshanov (RUS) |

| 29 tháng 7 năm 2021 11:05 v | Hàn Quốc                                             | 3–2 | Cộng hòa Dominica | Ariake Arena, Tokyo Trọng tài: Hernán Casamiquela (ARG), Shin Muranaka (JPN) |
| 29 tháng 7 năm 2021 11:05 v | (25–20, 17–25, 25–18, 15–25, 15–12) Kết quả Thống kê |     |                   | Ariake Arena, Tokyo Trọng tài: Hernán Casamiquela (ARG), Shin Muranaka (JPN) |

| 29 tháng 7 năm 2021 14:20 v | Serbia                                 | 3–0 | Kenya | Ariake Arena, Tokyo Trọng tài: Hamid Al-Rousi (UAE), Sumie Myoi (JPN) |
| 29 tháng 7 năm 2021 14:20 v | (25–21, 25–11, 25–20) Kết quả Thống kê |     |       | Ariake Arena, Tokyo Trọng tài: Hamid Al-Rousi (UAE), Sumie Myoi (JPN) |

| 29 tháng 7 năm 2021 19:40 v | Nhật Bản                               | 0–3 | Brasil | Ariake Arena, Tokyo Trọng tài: Denny Cespedes (DOM), Evgeny Makshanov (RUS) |
| 29 tháng 7 năm 2021 19:40 v | (16–25, 18–25, 24–26) Kết quả Thống kê |     |        | Ariake Arena, Tokyo Trọng tài: Denny Cespedes (DOM), Evgeny Makshanov (RUS) |

| 31 tháng 7 năm 2021 09:00 v | Cộng hòa Dominica                      | 3–0 | Kenya | Ariake Arena, Tokyo Trọng tài: Kang Joo-hee (KOR), Patricia Rolf (USA) |
| 31 tháng 7 năm 2021 09:00 v | (25–19, 25–18, 25–10) Kết quả Thống kê |     |       | Ariake Arena, Tokyo Trọng tài: Kang Joo-hee (KOR), Patricia Rolf (USA) |

| 31 tháng 7 năm 2021 16:25 v | Serbia                                        | 1–3 | Brasil | Ariake Arena, Tokyo Trọng tài: Fabrice Collados (FRA), Wojciech Maroszek (POL) |
| 31 tháng 7 năm 2021 16:25 v | (20–25, 16–25, 25–23, 19–25) Kết quả Thống kê |     |        | Ariake Arena, Tokyo Trọng tài: Fabrice Collados (FRA), Wojciech Maroszek (POL) |

| 31 tháng 7 năm 2021 19:40 v | Nhật Bản                                             | 2–3 | Hàn Quốc | Ariake Arena, Tokyo Trọng tài: Susana Rodríguez (ESP), Paulo Turci (BRA) |
| 31 tháng 7 năm 2021 19:40 v | (19–25, 25–19, 22–25, 25–15, 14–16) Kết quả Thống kê |     |          | Ariake Arena, Tokyo Trọng tài: Susana Rodríguez (ESP), Paulo Turci (BRA) |

| 2 tháng 8 năm 2021 09:00 v | Serbia                                 | 3–0 | Hàn Quốc | Ariake Arena, Tokyo Trọng tài: Evgeny Makshanov (RUS), Sumie Myoi (JPN) |
| 2 tháng 8 năm 2021 09:00 v | (25–18, 25–17, 25–15) Kết quả Thống kê |     |          | Ariake Arena, Tokyo Trọng tài: Evgeny Makshanov (RUS), Sumie Myoi (JPN) |

| 2 tháng 8 năm 2021 19:40 v | Nhật Bản                                      | 1–3 | Cộng hòa Dominica | Ariake Arena, Tokyo Trọng tài: Patricia Rolf (USA), Wojciech Maroszek (POL) |
| 2 tháng 8 năm 2021 19:40 v | (10–25, 23–25, 25–19, 19–25) Kết quả Thống kê |     |                   | Ariake Arena, Tokyo Trọng tài: Patricia Rolf (USA), Wojciech Maroszek (POL) |

| 2 tháng 8 năm 2021 21:45 v | Brasil                                | 3–0 | Kenya | Ariake Arena, Tokyo Trọng tài: Vladimir Simonović (SRB), Daniele Rapisarda (ITA) |
| 2 tháng 8 năm 2021 21:45 v | (25–10, 25–16, 25–8) Kết quả Thống kê |     |       | Ariake Arena, Tokyo Trọng tài: Vladimir Simonović (SRB), Daniele Rapisarda (ITA) |

### Bảng B
| VT | Đội        | Tr | T | B | Đ  | ST | SB | TSS   | ĐST | ĐSB | TSĐS  | Giành quyền tham dự |
| -- | ---------- | -- | - | - | -- | -- | -- | ----- | --- | --- | ----- | ------------------- |
| 1  | Hoa Kỳ     | 5  | 4 | 1 | 10 | 12 | 7  | 1,714 | 418 | 401 | 1,042 | Tứ kết              |
| 2  | Ý          | 5  | 3 | 2 | 10 | 11 | 7  | 1,571 | 409 | 377 | 1,085 | Tứ kết              |
| 3  | Thổ Nhĩ Kỳ | 5  | 3 | 2 | 9  | 12 | 8  | 1,500 | 434 | 416 | 1,043 | Tứ kết              |
| 4  | ROC        | 5  | 3 | 2 | 9  | 11 | 8  | 1,375 | 422 | 378 | 1,116 | Tứ kết              |
| 5  | Trung Quốc | 5  | 2 | 3 | 7  | 8  | 9  | 0,889 | 374 | 385 | 0,971 |                     |
| 6  | Argentina  | 5  | 0 | 5 | 0  | 0  | 15 | 0,000 | 275 | 375 | 0,733 |                     |

| 25 tháng 7 năm 2021 09:00 v | ROC                                    | 0–3 | Ý | Ariake Arena, Tokyo Trọng tài: Patricia Rolf (USA), Wojciech Maroszek (POL) |
| 25 tháng 7 năm 2021 09:00 v | (23–25, 19–25, 14–25) Kết quả Thống kê |     |   | Ariake Arena, Tokyo Trọng tài: Patricia Rolf (USA), Wojciech Maroszek (POL) |

| 25 tháng 7 năm 2021 11:05 v | Hoa Kỳ                                 | 3–0 | Argentina | Ariake Arena, Tokyo Trọng tài: Sumie Myoi (JPN), Daniele Rapisarda (ITA) |
| 25 tháng 7 năm 2021 11:05 v | (25–20, 25–19, 25–20) Kết quả Thống kê |     |           | Ariake Arena, Tokyo Trọng tài: Sumie Myoi (JPN), Daniele Rapisarda (ITA) |

| 25 tháng 7 năm 2021 16:25 v | Trung Quốc                             | 0–3 | Thổ Nhĩ Kỳ | Ariake Arena, Tokyo Trọng tài: Susana Rodríguez (ESP), Luis Macias (MEX) |
| 25 tháng 7 năm 2021 16:25 v | (21–25, 14–25, 14–25) Kết quả Thống kê |     |            | Ariake Arena, Tokyo Trọng tài: Susana Rodríguez (ESP), Luis Macias (MEX) |

| 27 tháng 7 năm 2021 09:00 v | ROC                                    | 3–0 | Argentina | Ariake Arena, Tokyo Trọng tài: Kang Joo-hee (KOR), Hamid Al-Rousi (UAE) |
| 27 tháng 7 năm 2021 09:00 v | (25–19, 25–15, 25–13) Kết quả Thống kê |     |           | Ariake Arena, Tokyo Trọng tài: Kang Joo-hee (KOR), Hamid Al-Rousi (UAE) |

| 27 tháng 7 năm 2021 11:05 v | Trung Quốc                             | 0–3 | Hoa Kỳ | Ariake Arena, Tokyo Trọng tài: Wojciech Maroszek (POL), Fabrice Collados (FRA) |
| 27 tháng 7 năm 2021 11:05 v | (27–29, 22–25, 21–25) Kết quả Thống kê |     |        | Ariake Arena, Tokyo Trọng tài: Wojciech Maroszek (POL), Fabrice Collados (FRA) |

| 27 tháng 7 năm 2021 16:25 v | Ý                                             | 3–1 | Thổ Nhĩ Kỳ | Ariake Arena, Tokyo Trọng tài: Denny Cespedes (DOM), Hernán Casamiquela (ARG) |
| 27 tháng 7 năm 2021 16:25 v | (25–22, 23–25, 25–20, 25–15) Kết quả Thống kê |     |            | Ariake Arena, Tokyo Trọng tài: Denny Cespedes (DOM), Hernán Casamiquela (ARG) |

| 29 tháng 7 năm 2021 09:00 v | Ý                                      | 3–0 | Argentina | Ariake Arena, Tokyo Trọng tài: Susana Rodríguez (ESP), Liu Jiang (CHN) |
| 29 tháng 7 năm 2021 09:00 v | (25–21, 25–16, 25–15) Kết quả Thống kê |     |           | Ariake Arena, Tokyo Trọng tài: Susana Rodríguez (ESP), Liu Jiang (CHN) |

| 29 tháng 7 năm 2021 16:25 v | Trung Quốc                                           | 2–3 | ROC | Ariake Arena, Tokyo Trọng tài: Daniele Rapisarda (ITA), Juraj Mokrý (SVK) |
| 29 tháng 7 năm 2021 16:25 v | (17–25, 25–23, 25–20, 25–27, 12–15) Kết quả Thống kê |     |     | Ariake Arena, Tokyo Trọng tài: Daniele Rapisarda (ITA), Juraj Mokrý (SVK) |

| 29 tháng 7 năm 2021 21:45 v | Hoa Kỳ                                              | 3–2 | Thổ Nhĩ Kỳ | Ariake Arena, Tokyo Trọng tài: Paulo Turci (BRA), Kang Joo-hee (KOR) |
| 29 tháng 7 năm 2021 21:45 v | (25–19, 25–20, 17–25, 20–25, 15–12) Kết quảThống kê |     |            | Ariake Arena, Tokyo Trọng tài: Paulo Turci (BRA), Kang Joo-hee (KOR) |

| 31 tháng 7 năm 2021 11:05 v | Hoa Kỳ                                 | 0–3 | ROC | Ariake Arena, Tokyo Trọng tài: Vladimir Simonović (SRB), Hernán Casamiquela (ARG) |
| 31 tháng 7 năm 2021 11:05 v | (20–25, 12–25, 19–25) Kết quả Thống kê |     |     | Ariake Arena, Tokyo Trọng tài: Vladimir Simonović (SRB), Hernán Casamiquela (ARG) |

| 31 tháng 7 năm 2021 14:20 v | Argentina                              | 0–3 | Thổ Nhĩ Kỳ | Ariake Arena, Tokyo Trọng tài: Sumie Myoi (JPN), Hamid Al-Rousi (UAE) |
| 31 tháng 7 năm 2021 14:20 v | (23–25, 20–25, 18–25) Kết quả Thống kê |     |            | Ariake Arena, Tokyo Trọng tài: Sumie Myoi (JPN), Hamid Al-Rousi (UAE) |

| 31 tháng 7 năm 2021 21:45 v | Trung Quốc                             | 3–0 | Ý | Ariake Arena, Tokyo Trọng tài: Shin Muranaka (JPN), Evgeny Makshanov (RUS) |
| 31 tháng 7 năm 2021 21:45 v | (25–21, 25–20, 26–24) Kết quả Thống kê |     |   | Ariake Arena, Tokyo Trọng tài: Shin Muranaka (JPN), Evgeny Makshanov (RUS) |

| 2 tháng 8 năm 2021 11:05 v | Hoa Kỳ                                               | 3–2 | Ý | Ariake Arena, Tokyo Trọng tài: Liu Jiang (CHN), Luis Macias (MEX) |
| 2 tháng 8 năm 2021 11:05 v | (21–25, 25–16, 25–27, 25–16, 15–12) Kết quả Thống kê |     |   | Ariake Arena, Tokyo Trọng tài: Liu Jiang (CHN), Luis Macias (MEX) |

| 2 tháng 8 năm 2021 14:20 v | ROC                                                  | 2–3 | Thổ Nhĩ Kỳ | Ariake Arena, Tokyo Trọng tài: Fabrice Collados (FRA), Susana Rodríguez (ESP) |
| 2 tháng 8 năm 2021 14:20 v | (25–21, 23–25, 23–25, 25–15, 10–15) Kết quả Thống kê |     |            | Ariake Arena, Tokyo Trọng tài: Fabrice Collados (FRA), Susana Rodríguez (ESP) |

| 2 tháng 8 năm 2021 16:25 v | Trung Quốc                             | 3–0 | Argentina | Ariake Arena, Tokyo Trọng tài: Kang Joo-hee (KOR), Denny Cespedes (DOM) |
| 2 tháng 8 năm 2021 16:25 v | (25–15, 25–22, 25–19) Kết quả Thống kê |     |           | Ariake Arena, Tokyo Trọng tài: Kang Joo-hee (KOR), Denny Cespedes (DOM) |

## Vòng đấu loại trực tiếp
- Các đội xếp thứ nhất của mỗi bảng sẽ thi đấu với các đội xếp thứ tư của bảng kia. Các đội xếp thứ hai sẽ thi đấu với các đội xếp thứ hai hoặc thứ ba của bảng kia, cặp đấu sẽ được xác định bằng cách bốc thăm. Lễ bốc thăm sẽ được tổ chức sau trận đấu cuối cùng trong vòng sơ loại.[7]

### Sơ đồ
|  | Tứ kết            | Tứ kết    |           |   | Bán kết               | Bán kết               |  |  | Tranh huy chương vàng | Tranh huy chương vàng |
|  |                   |           |           |   |                       |                       |  |  |                       |                       |
|  | 4 tháng 8         |           |           |   |                       |                       |  |  |                       |                       |
|  |                   |           |           |   |                       |                       |  |  |                       |                       |
|  | Brasil            | 3         |           |   |                       |                       |  |  |                       |                       |
|  | Brasil            | 3         | 6 tháng 8 |   |                       |                       |  |  |                       |                       |
|  | ROC               | 1         |           |   |                       |                       |  |  |                       |                       |
|  | ROC               | 1         | Brasil    | 3 |                       |                       |  |  |                       |                       |
|  | 4 tháng 8         |           | Brasil    | 3 |                       |                       |  |  |                       |                       |
|  |                   | Hàn Quốc  | 0         |   |                       |                       |  |  |                       |                       |
|  | Hàn Quốc          | Hàn Quốc  | 0         | 3 |                       |                       |  |  |                       |                       |
|  | Hàn Quốc          |           | 8 tháng 8 | 3 |                       |                       |  |  |                       |                       |
|  | Thổ Nhĩ Kỳ        | 2         |           |   |                       |                       |  |  |                       |                       |
|  | Thổ Nhĩ Kỳ        | 2         | Brasil    | 0 |                       |                       |  |  |                       |                       |
|  | 4 tháng 8         |           | Brasil    | 0 |                       |                       |  |  |                       |                       |
|  |                   | Hoa Kỳ    | 3         |   |                       |                       |  |  |                       |                       |
|  | Serbia            | Hoa Kỳ    | 3         | 3 |                       |                       |  |  |                       |                       |
|  | Serbia            | 6 tháng 8 |           | 3 |                       |                       |  |  |                       |                       |
|  | Ý                 | 0         |           |   |                       |                       |  |  |                       |                       |
|  | Ý                 | 0         | Serbia    | 0 |                       |                       |  |  |                       |                       |
|  | 4 tháng 8         |           | Serbia    | 0 |                       |                       |  |  |                       |                       |
|  |                   | Hoa Kỳ    | 3         |   | Tranh huy chương đồng | Tranh huy chương đồng |  |  |                       |                       |
|  | Cộng hòa Dominica | Hoa Kỳ    | 3         | 0 | Tranh huy chương đồng | Tranh huy chương đồng |  |  |                       |                       |
|  | Cộng hòa Dominica |           | 8 tháng 8 | 0 |                       |                       |  |  |                       |                       |
|  | Hoa Kỳ            | 3         |           |   |                       |                       |  |  |                       |                       |
|  | Hoa Kỳ            | 3         | Hàn Quốc  | 0 |                       |                       |  |  |                       |                       |
|  |                   |           |           |   |                       |                       |  |  |                       |                       |
|  | Serbia            | 3         |           |   |                       |                       |  |  |                       |                       |
|  | Serbia            | 3         |           |   |                       |                       |  |  |                       |                       |

### Tứ kết
| 4 tháng 8 năm 2021 09:00 v | Hàn Quốc                                             | 3–2 | Thổ Nhĩ Kỳ | Ariake Arena, Tokyo Trọng tài: Hamid Al-Rousi (UAE), Patricia Rolf (USA) |
| 4 tháng 8 năm 2021 09:00 v | (17–25, 25–17, 28–26, 18–25, 15–13) Kết quả Thống kê |     |            | Ariake Arena, Tokyo Trọng tài: Hamid Al-Rousi (UAE), Patricia Rolf (USA) |

| 4 tháng 8 năm 2021 13:00 v | Cộng hòa Dominica                      | 0–3 | Hoa Kỳ | Ariake Arena, Tokyo Trọng tài: Luis Macias (MEX), Kang Joo-hee (KOR) |
| 4 tháng 8 năm 2021 13:00 v | (11–25, 20–25, 19–25) Kết quả Thống kê |     |        | Ariake Arena, Tokyo Trọng tài: Luis Macias (MEX), Kang Joo-hee (KOR) |

| 4 tháng 8 năm 2021 17:00 v | Serbia                                 | 3–0 | Ý | Ariake Arena, Tokyo Trọng tài: Paulo Turci (BRA), Evgeny Makshanov (RUS) |
| 4 tháng 8 năm 2021 17:00 v | (25–21, 25–14, 25–21) Kết quả Thống kê |     |   | Ariake Arena, Tokyo Trọng tài: Paulo Turci (BRA), Evgeny Makshanov (RUS) |

| 4 tháng 8 năm 2021 21:30 v | Brasil                                        | 3–1 | ROC | Ariake Arena, Tokyo Trọng tài: Fabrice Collados (FRA), Susana Rodríguez (ESP) |
| 4 tháng 8 năm 2021 21:30 v | (23–25, 25–21, 25–19, 25–22) Kết quả Thống kê |     |     | Ariake Arena, Tokyo Trọng tài: Fabrice Collados (FRA), Susana Rodríguez (ESP) |

### Bán kết
| 6 tháng 8 năm 2021 13:00 v | Serbia                                 | 0–3 | Hoa Kỳ | Ariake Arena, Tokyo Trọng tài: Hernán Casamiquela (ARG), Susana Rodríguez (ESP) |
| 6 tháng 8 năm 2021 13:00 v | (19–25, 15–25, 23–25) Kết quả Thống kê |     |        | Ariake Arena, Tokyo Trọng tài: Hernán Casamiquela (ARG), Susana Rodríguez (ESP) |

| 6 tháng 8 năm 2021 21:00 v | Brasil                                 | 3–0 | Hàn Quốc | Ariake Arena, Tokyo Trọng tài: Luis Macias (MEX), Denny Cespedes (DOM) |
| 6 tháng 8 năm 2021 21:00 v | (25–16, 25–16, 25–16) Kết quả Thống kê |     |          | Ariake Arena, Tokyo Trọng tài: Luis Macias (MEX), Denny Cespedes (DOM) |

### Tranh huy chương đồng
| 8 tháng 8 năm 2021 09:00 v | Hàn Quốc                               | 0–3 | Serbia | Ariake Arena, Tokyo Trọng tài: Daniele Rapisarda (ITA), Patricia Rolf (USA) |
| 8 tháng 8 năm 2021 09:00 v | (18–25, 15–25, 15–25) Kết quả Thống kê |     |        | Ariake Arena, Tokyo Trọng tài: Daniele Rapisarda (ITA), Patricia Rolf (USA) |

### Tranh huy chương vàng
| 8 tháng 8 năm 2021 13:30 v | Brasil                                 | 0–3 | Hoa Kỳ | Ariake Arena, Tokyo Trọng tài: Juraj Mokrý (SVK), Hernán Casamiquela (ARG) |
| 8 tháng 8 năm 2021 13:30 v | (21–25, 20–25, 14–25) Kết quả Thống kê |     |        | Ariake Arena, Tokyo Trọng tài: Juraj Mokrý (SVK), Hernán Casamiquela (ARG) |

## Bảng xếp hạng chung cuộc
| Hạng | Đội tuyển         |
| ---- | ----------------- |
|      | Hoa Kỳ            |
|      | Brasil            |
|      | Serbia            |
| 4    | Hàn Quốc          |
| 5    | Thổ Nhĩ Kỳ        |
| 6    | Ý                 |
| 7    | ROC               |
| 8    | Cộng hòa Dominica |
| 9    | Trung Quốc        |
| 10   | Nhật Bản          |
| 11   | Argentina         |
| 12   | Kenya             |